# Kinder- und Jugendradiologe
Kinder- und Jugendradiologe (Kinder- und Jugendradiologin) ist die Bezeichnung für einen Facharzt für Radiologie, der sich auf die ärztliche Tätigkeit im Fach Kinder- und Jugendradiologie spezialisiert hat.
Um in Deutschland als Kinder- und Jugendradiologe tätig werden zu können, muss nach dem Abschluss einer Weiterbildung zum Facharzt für Radiologie eine mindestens 24 Monate umfassende Schwerpunktweiterbildung im Schwerpunkt Kinder- und Jugendradiologie mit Erfolg absolviert worden sein. Sie ist Voraussetzung für das Führen der Berufsbezeichnung Kinder- und Jugendradiologe/Kinder- und Jugendradiologin.

## Inhalte der Weiterbildung
Zur Weiterbildungsprüfung muss dargelegt werden können, dass man Kenntnisse, Erfahrungen und Fertigkeiten unter anderem in folgenden Bereichen erlangt hat:
- Technik, Strahlenschutz und Kontrastmittel
- Grundlagen und Spezifika kinderradiologischer Diagnostik
- Notfälle
- Sonographie: Indikation, Durchführung und Befunderstellung von Ultraschalluntersuchungen aller Körperregionen bei Früh- und Neugeborenen, Kindern und Jugendlichen, z. B. Doppler/Duplexsonographie von Arterien und Venen, transfontanelläre und transkranielle Sonographie sowie Sonographie von Weichteilen und Bewegungsapparat einschließlich der Säuglingshüfte
- Radiographie-, Fluoroskopie- und CT-Untersuchungen aller Körperregionen bei Früh- und Neugeborenen, Kindern und Jugendlichen, Indikation, Durchführung und Befunderstellung
- Magnetresonanztomographie
- Interventionelle und minimal invasive bildgestützte Verfahren
- Nuklearmedizinische Verfahren